# Hassen El Memmi
Hassen El Memmi, né le 7 juillet 1927 et mort le 17 juillet 2020, est un homme politique tunisien. Il est maire de Tunis de 1975 à 1978.

## Biographie

### Formation
Juriste de formation, licencié en droit et spécialiste notamment en droit foncier, Hassen El Memmi est recruté dans le corps de la magistrature en 1952. Il est notamment directeur de la conservation de la propriété foncière, premier président du tribunal immobilier et président de chambre à la Cour de cassation. De 1975 à 1978, il est maire de Tunis, avant de reprendre sa carrière de haut magistrat. À sa retraite, il devient président de l'Association tunisienne du droit foncier.
En 2019, après la mort de Zine el-Abidine Ben Ali, il envoie une lettre au ministre de la Justice, Mohamed Karim El Jamoussi, lui demandant que trois monuments et édifices, dont la mosquée Mâlik ibn Anas, soient rebaptisés du nom de l'ancien président.

## Publications
- La nationalité dans le droit tunisien (1971)
- La condition des "Dhimmys" ou les non-musulmans dans la civilisation musulmane (1998, préfacé par Chedli Klibi)
- Le sens de l'État entre Kheireddine Pacha et Bourguiba
- Le droit international privé : théories et pratiques